# 單模
在抽象代數中，若一個環 {\displaystyle A} 上的模 {\displaystyle M} 其子群只有 {\displaystyle \{0\}} 及自身，則稱 {\displaystyle M} 為單模。換言之，環 {\displaystyle A} 上的單模是 {\displaystyle A}-模範疇中的單對象。單模又稱不可約模。

## 例子
- 當 {\displaystyle A} 為除環時，其上的單模不外是一維的 {\displaystyle A}-向量空間。
- 若 {\displaystyle I} 是 {\displaystyle A} 的左理想，則 {\displaystyle A/I} 為單 {\displaystyle A}-模若且唯若 {\displaystyle I} 是極大左理想；右理想的情形亦同。

## 性質
- 單模即長度為一的。
- 單模是不可分解的：它無法寫成兩個非零子模的直和，但是反之則不然。
- 一般而言，模不一定有單子模。例如 {\displaystyle \mathbb {Z} } 的每個子模都同構於 {\displaystyle \mathbb {Z} }，故無單子模。
- 若 {\displaystyle f:M\to N} 是單 {\displaystyle A}-模之間的同態，則或者 {\displaystyle f} 是同構，或者 {\displaystyle f=0}。由此可證任一單模 {\displaystyle M} 的自同態環 {\displaystyle \mathrm {End} _{A}(M)} 是除環。